# Pavel Petrovich Chistyakov
Pavel Petrovich Chistyakov (tiếng Nga: Па́вел Петро́вич Чистяко́в) (5 tháng 7 năm 1832 (Lịch Julius: 23 tháng 6) – 11 tháng 11 1919) là một họa sĩ và giáo sư nghệ thuật người Nga, một trong những họa sĩ đầu tiên vẽ các tác phẩm liên quan tới các chủ đề về cuộc sống hiện đại (Chủ nghĩa hiện thực).